# Melomys capensis
Melomys capensis är en däggdjursart som beskrevs 1951 av George Hamilton Tate. Arten ingår i släktet Melomys och familjen råttdjur. IUCN kategoriserar arten globalt som livskraftig. Inga underarter finns listade i Catalogue of Life.
Denna gnagare förekommer på Kap Yorkhalvön och i angränsande regioner av nordöstra Australien, samt på några mindre öar i området. Habitatet utgörs av fuktiga tropiska skogar. Individerna vilar på dagen i trädens håligheter. Honor kan para sig flera gånger per år och en kull består oftast av två ungar.
Artepitetet är en sammasättning av det geografiska namnet cap (udde, för Kap Yorkhalvön) och det latinska tillägget -ensis (bosatt).